# Andorranisch-australische Beziehungen
Bilaterale Beziehungen zwischen Andorra und Australien bestehen seit dem Jahr 1998 durch die Akkreditierung der australischen Botschaft in Madrid. Andorra unterhält keine Botschaft in Australien.

## Staatsbesuche
Der Parlamentarische Staatssekretär Richard Marles im Australischen Ministerium für auswärtige Angelegenheiten und Handel, Mitglied der ALP, besuchte Andorra im April 2012. Dies war der einzige Staatsbesuch, der bisher (Stand 2016) stattgefunden hat.

## Wirtschaftliche Beziehungen
Es gibt wirtschaftliche Beziehungen zwischen Andorra und Australien in äußerst geringem Umfang, sie werden in keiner Statistik erfasst.